# Махакала

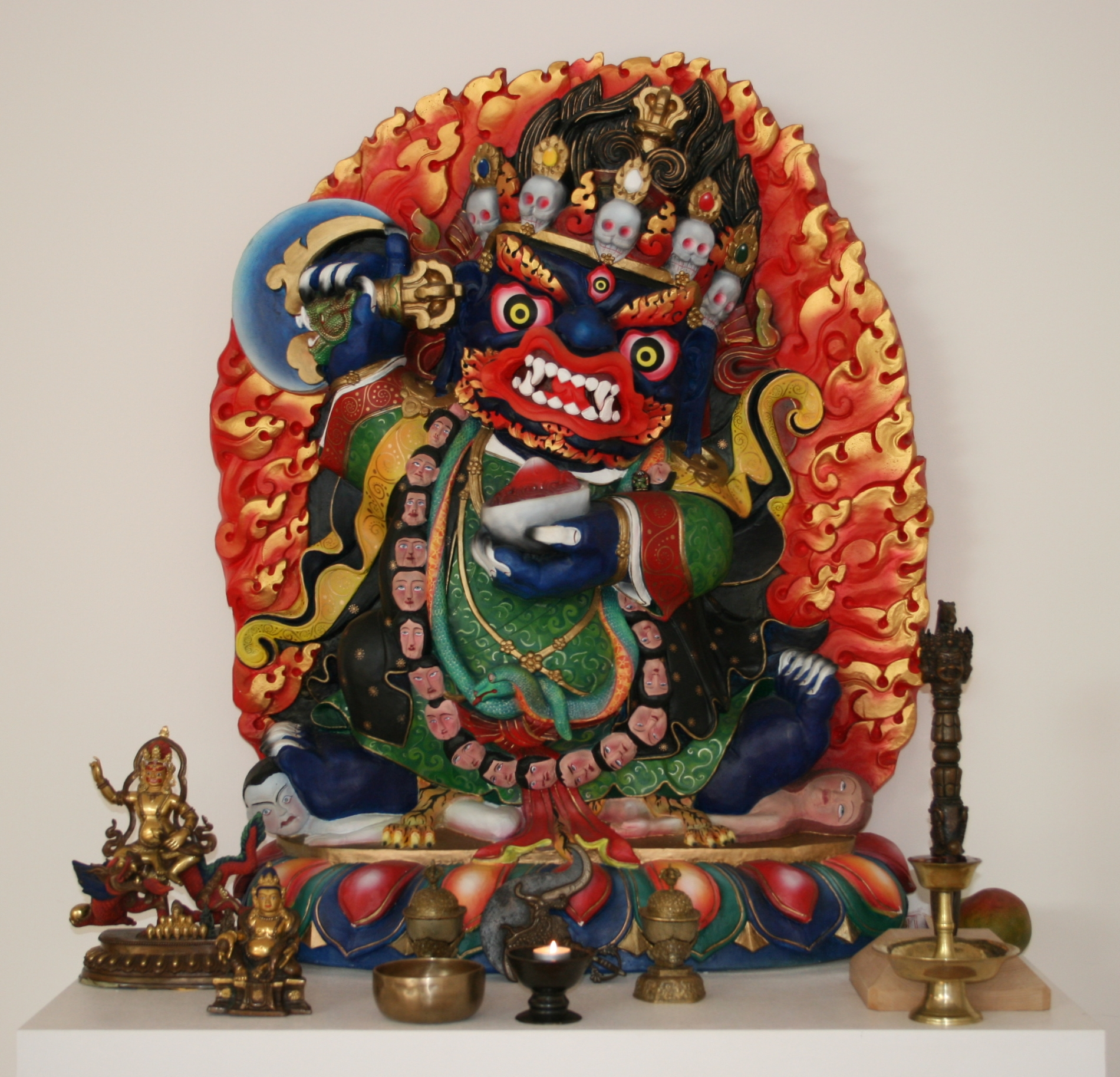
Махакала Bernakchen,(Великий Чорний), статуетка

Махакала (|महाकाल, тиб. ནག་པ་ཆན་པ, яп. 大黒天; «Гонпо ченпо» — Великий Чорний, монг. Махгал) — у буддизмі Ваджраяни — охоронець і захисник навчання Будди (дгармапала), хоча в деяких школах тибетського буддизму розглядають його як ідам.
Прототипом Махакали вважають Бгайраву(інколи Бхайрава) (санскр. Bhairava, одна з форм Шиви)[джерело?].
Таким чином, Бхайрава-Махакала — це або маніфестація Шіви, або ж вияв гнівного аспекту Манджушрі чи Авалокітешвари.
Духовна дружина Махакали є богиня Шрідеві (санскр. Śrīdevī, тиб. [Dpal ldan lha mo] — Палден Лхамо).
Махакала належить до просвітлених істот.

## Іконографіка
Найчастіше Махакала зображується темно-синього або чорного кольору, він має загрозливий вигляд. Однак відомі й інші прояви Махакали (Білий Махакала, Бернакчен — Чорний Плащ, Чітіпаті
).
Вважається, що Махакала має 75 форм-проявів.
У більшості своїх проявів Махакала зображується в гнівній формі. На ньому прикраси із змій і кісток, спідниця з тигрової шкури, його живіт видається вперед. Часто Махакалу також зображують в оточенні різних диких тварин і птахів. Ці атрибути символізують його рішучість руйнувати всі перешкоди на шляху до просвітлення. В одній правій руці тримає півмісяцевий ніж, в одній лівій руці — капалу. Тантричні прикраси Махакали також включають гірлянду із людських голів і корону з п'ятьма людськими черепами, які символізують перетворення п'яти клеш у п'ять початкових мудростей.

## Походження та історія божества
За однією з версій культових релігій — це демон, який прийняв третинний шлях і став на захист буддійського вчення. На думку ж науковців[яких?], Махакала увійшов до складу буддійського пантеону Ваджраяни з ряду божеств тантричної індійської йоги як маніфестація Шиви — Бгайрава. Махакала в перекладі з санскриту означає «великий час», і спочатку в індуїзмі він був однією з двох іпостасей бога Шиви. Згідно індуїстської космогонії, особливою енергією, формою або Шиви, визнається Час (Калу), яким, або в якому, створюється всесвіт, і яке, звернувшись у грізне полум'я, знищує її в ході кінця світу. Але коли «вогонь Часу» (кала-агні) загасає, Час «пожирає сам себе» і перетворюється на Махакалу — абсолютне «над Часом», Вічність. Це збігається з початком періоду небуття всесвіту (пралая). Концепція Махакали можливо сходить до «Атхарваведи» (сер. I тисячоліття до н. е.).
Надалі міфологізована постать Махакали проникла в північний буддизм, перетворившись на одне з гнівних божеств-захисників. Махакала став особливо популярний серед послідовників тибетського ордена Сак'я, знайшовши там безліч форм, проте отримав поширення і серед інших тибетських релігійних орденів. Його положення в тибетському пантеоні зміцнилося під час другого поширення буддизму в Тибеті (остання чверть X століття), а популярність продовжувала поступово рости тому, що його статус переріс рівень захисника, досягнувши розряду просвітленої істоти. Його популярності в Тибеті сприяло і те, що Махакала, потрапивши з індійської міфології в племінну духовну атмосферу Тибету, був наділений особливою роллю владики житла. Саме тому він став одним з найбільш широко шанованих захисників у тибетському пантеоні. Культ Махакали з буддизмом Ваджраяни проник в Китай, і був поширений в деяких провінціях ще до завоювання монголами. Наприклад, в районі південно-сунській (1127–1279) столиці Ханчжоу, де були поширені як китайські, так і індо-гімалайські культові практики, було знайдено багато зображень Махакали. Після завоювання Китаю монголами Махакала був особистим божеством-покровителем імператора Хубілай-Хана (1215–1294).
За уявленнями буддистів Махакала є втіленням або еманацією  цілої низки бодгісаттв: Ваджрапані (2-рука форма)[джерело?], Манджушрі (4-рука форма) або Авалокітешвари (6-рука форма)

## Махакала в тибетських віруваннях
Пересічні тибетці панічно бояться Махакалу, визнаючи в ньому демона. Більшу частину року, за виключенням спеціальних днів, коли проводяться присвячені йому ритуали, зображення Махакали закрито у спеціальній каплиці.[джерело?]

## Тибетська народна легенда
Одного разу очільник школи Карма Каг'ю тибетського буддизму Кармапа призначив Палден Лхамо своєю захисницею. Бувши при імператорському дворі в Монголії, цей лама проявив непокору імператору, і останній наказав прив'язати монаха до хвоста коня. Перебуваючи на краю загибелі, великий Кармапа закликав на допомогу Палден Лхамо, але та не з'явилася вчасно. З допомогою спеціальних заклинань розв'язавши мотузки, лама звільнився і побачив Палден Лхамо, що наближалася, коли у ній вже не було потреби. У гніві він відважив Палден Лхамо такий ляпас, що та досі, через кілька століть, ходить з опухлою щокою.

## Легітимація створення імперії Цін
У 1635 році, вступивши в союз з монголами і готуючись до основи Цін, Абахай здійснив ідам з участю Махакали, таким чином зарекомендувавши себе як релігійний союзник монголів-ламаїстів.

## Галерея

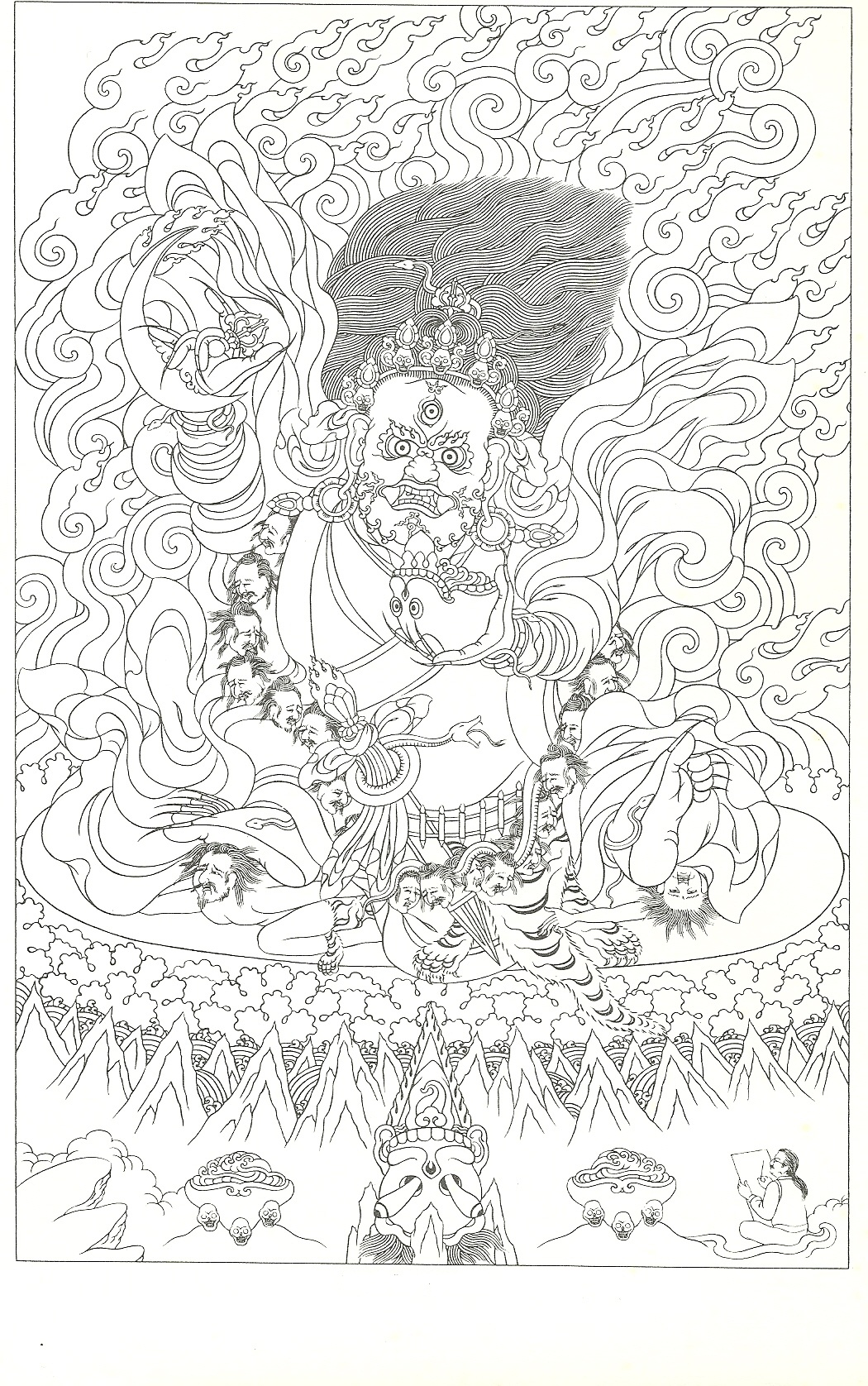
Махакала - Дгармапала
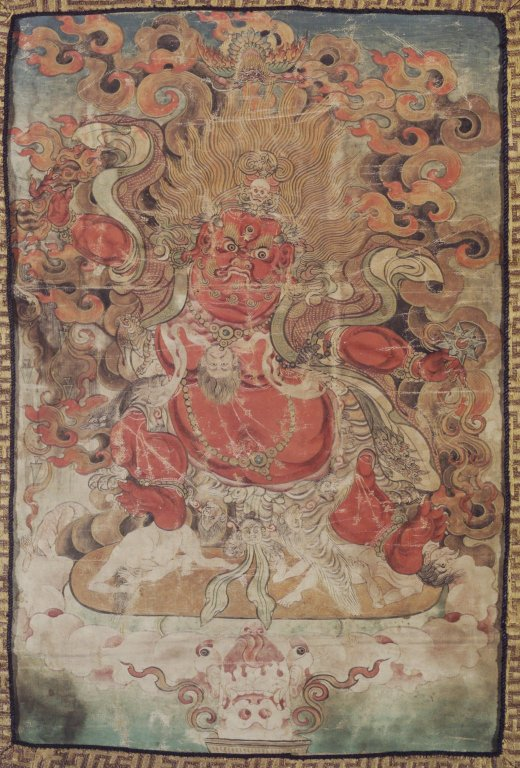
Бруклінський Музей - Махакала (m Gon-po)
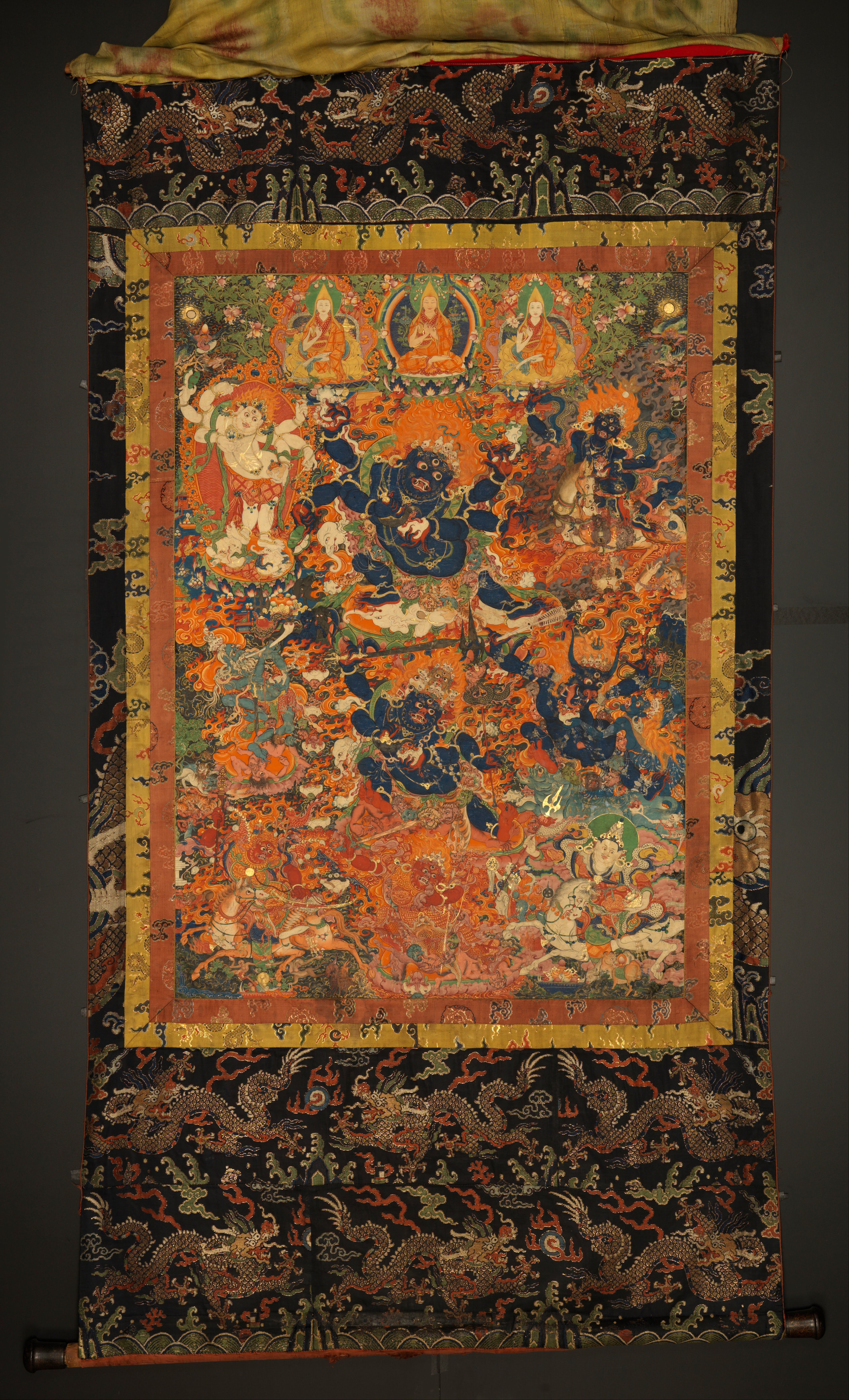
Різноманітні Форми Махакали та інші Захисники - Google Art Project
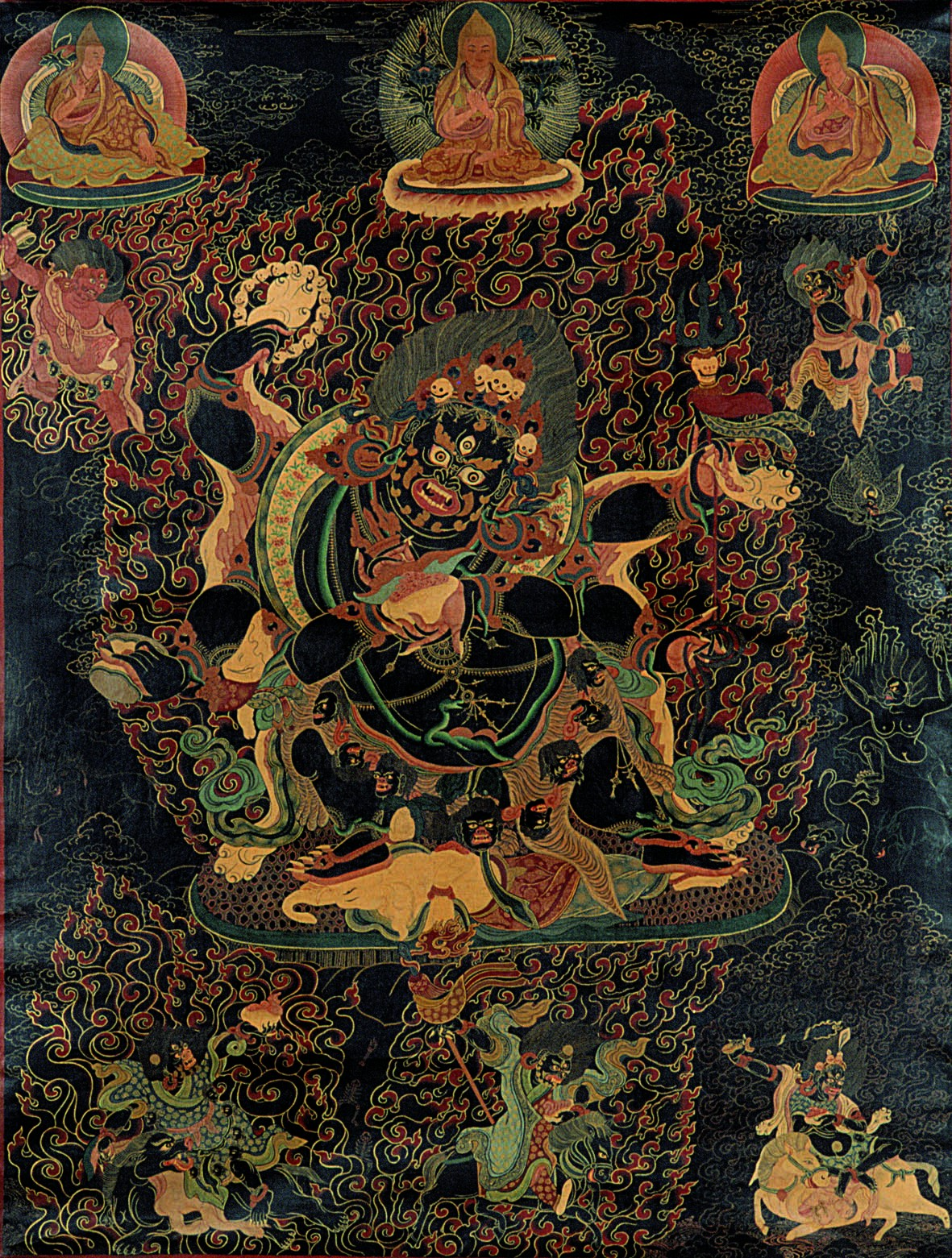
6-рукий Махакала
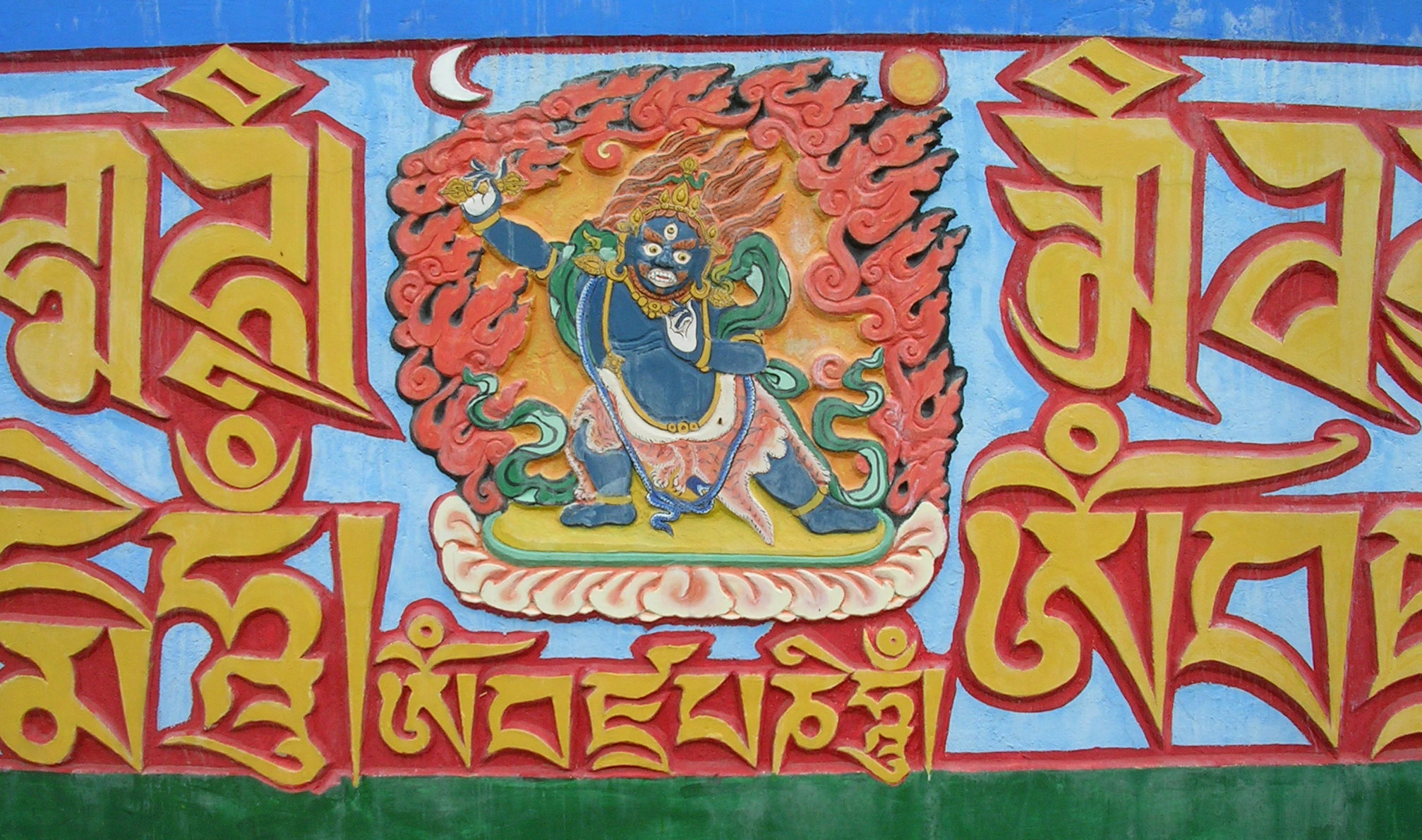
Махакала, настінне зображення, Kagyü
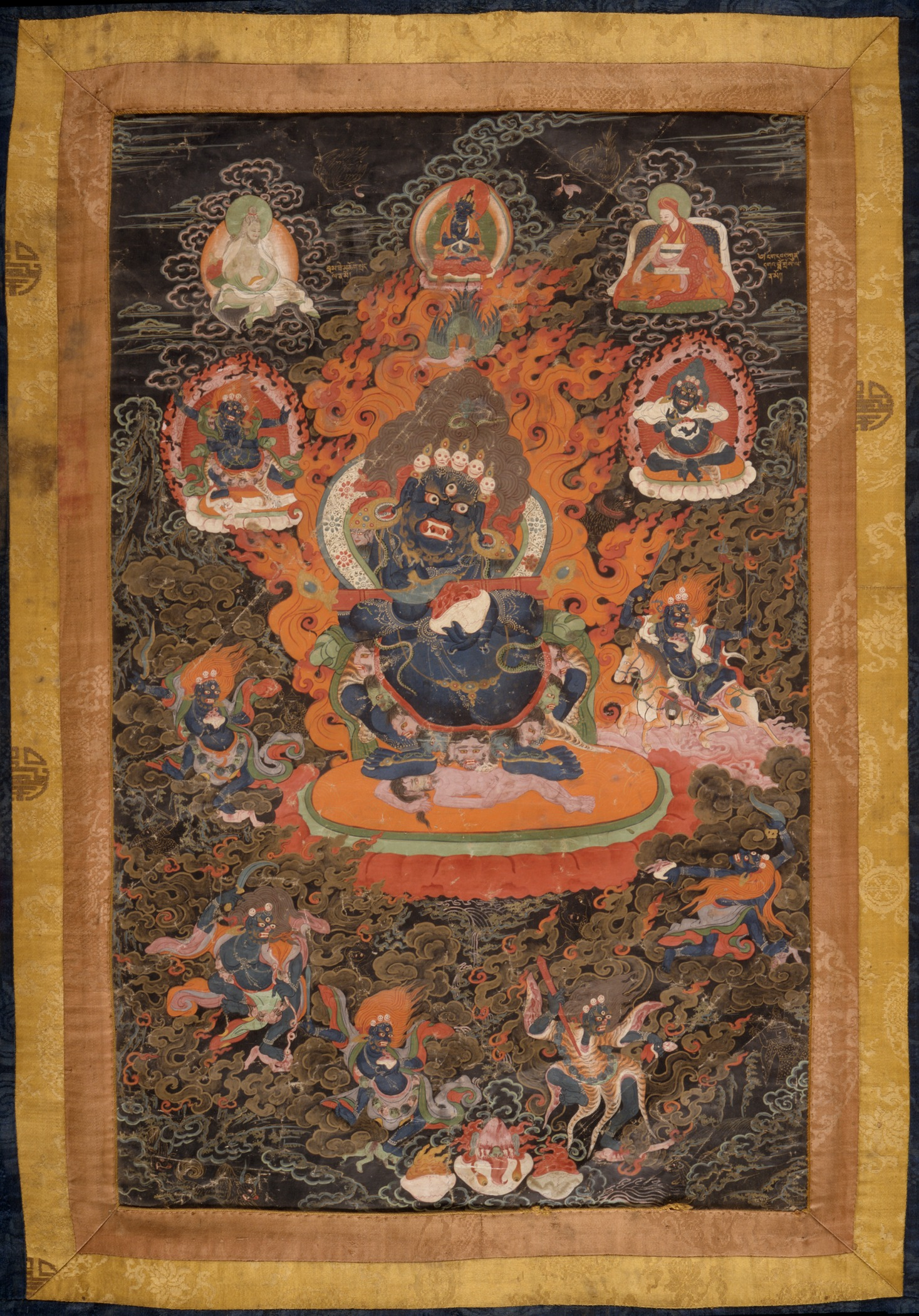
Махакала з оточенням
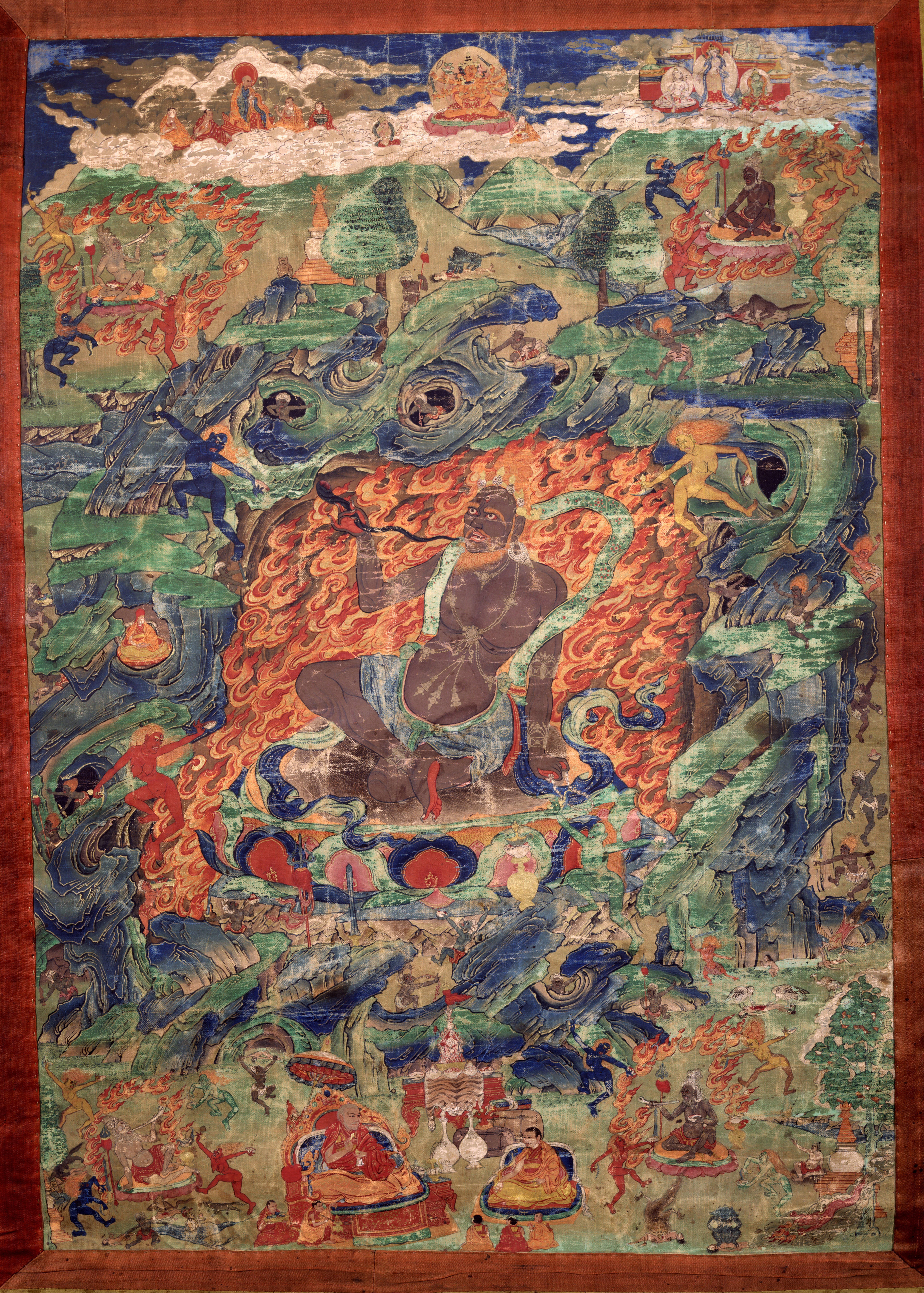
Махакала у Формі Брахмана - Google Art Project